# Ichneumon lapponicus
Ichneumon lapponicus là một loài tò vò trong họ Ichneumonidae.